# Metropolia di Proconneso

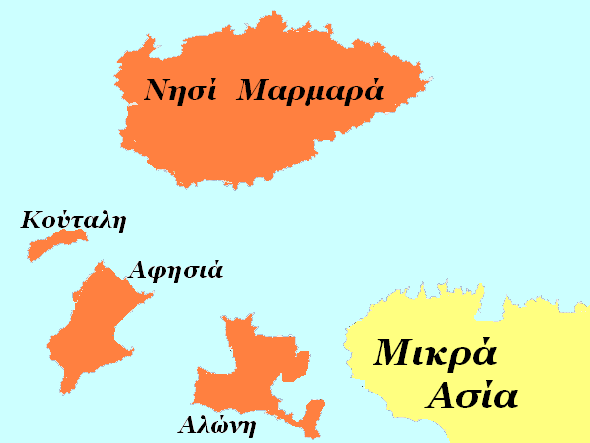
Le isole che appartenevano alla metropoli di Proconneso prima del 1923.

La metropolia di Proconneso  (in greco Μητρόπολις Προικóννησου?, Mitrópolis Proikónnisou) è una sede soppressa del patriarcato di Costantinopoli.

## Storia
Proconneso, sull'isola di Marmara nell'odierna Turchia, è un'antica sede arcivescovile della provincia romana dell'Ellesponto nella diocesi civile di Asia e nel patriarcato di Costantinopoli.
Diversi sono i vescovi documentati di Proconneso nel primo millennio cristiano. Giovanni, già vescovo di Gordo, prese parte al concilio di Efeso del 431. Acacio non prese parte al concilio di Calcedonia del 451; nelle solenni sessioni del 25 e del 31 ottobre fu il metropolita Diogene di Cizico a sottoscrivere gli atti al posto del suo suffraganeo Acacio. Stratocle sottoscrisse il decreto di Gennadio I di Costantinopoli contro i simoniaci nel 458/459 circa. L'agiografia bizantina ricorda san Timoteo, arcivescovo di Proconneso, vissuto secondo alcuni autori tra il 518 e il 548, o nell'VIII secolo per altri autori; sarebbe comunque il più antico arcivescovo documentato di Proconneso. Niceta assistette al secondo concilio di Nicea nel 787. Ignazio partecipò al concilio di Costantinopoli dell'879-880 che riabilitò il patriarca Fozio di Costantinopoli. Infine la sigillografia ha restituito il nome del vescovo Leone, vissuto tra X e XI secolo.
Proconneso è documentata nelle Notitiae Episcopatuum del patriarcato di Costantinopoli fino al XV secolo. Inizialmente suffraganea della sede metropolitana di Cizico, a partire dall'VIII secolo fu elevata al rango di arcidiocesi autocefala, dipendente direttamente dal patriarca costantinopolitano. Come tale è documentata per tutto il secondo millennio cristiano.
Nel maggio del 1823 fu ulteriormente elevata al rango di sede metropolitana. Nel settembre 1922, nel contesto del conflitto che vide opposti la Grecia e la Turchia, tutti i cristiani greci che abitavano l'isola di Marmara furono fatti evacuare verso la Grecia prima dell'arrivo dell'esercito turco (1923).
Oggi non esistono più cristiani ortodossi nel territorio dell'antica metropolia, benché questa non sia mai stata formalmente soppressa. Il titolo di metropolita di Proconneso è ancora assegnato dal patriarcato di Costantinopoli, ma è un semplice titolo vescovile non residenziale.

## Cronotassi dei vescovi, arcivescovi e metropoliti
- Giovanni † (menzionato nel 431)[3]
- Acacio † (menzionato nel 451)[4]
- Stratocle † (menzionato nel 458/459)[5]
- San Timoteo † (tra il 518 e il 548)[6]
- Niceta I † (menzionato nel 787)[7]
- Ignazio † (menzionato nell'879)
- Leone † (X-XI secolo)[8]
- Niceta II † (XI secolo)[9]
- Dionisio I † (prima del 1027 - dopo il 1030)[10]
- Cosma I † (menzionato nel 1078)
- Isacco † (menzionato nel 1166)
- Basilio † (menzionato nel 1232)[11][12]
- Nicola † (menzionato nel 1280)
- Nifone † (? - 1303 eletto metropolita di Cizico)[13]
- Manuele † (menzionato nel 1329 e 1330)
- Macario † (menzionato nel 1548 e 1585)
- Antimo † (menzionato nel 1580)
- Clemente I † (menzionato nel 1585)
- Dionisio II † (menzionato nel 1600 circa)
- Clemente II † (prima di agosto 1605 - dopo luglio 1626)
- Daniele I † (prima del 1629 - giugno 1636)
- Gregorio † (giugno 1636[14] - luglio 1639)
- Geremia † (luglio 1639 - luglio 1660)
- Gerasimo † (luglio 1660 - 1665 ?)
- Daniele II † (3 novembre 1665 - 1668 ?)
- Costantino † (1668 - 1677 ?)
- Metrofane † (1677 - marzo 1702)
- Teocleto † (15 marzo 1702 - circa 1731)
- Gabriele † (prima del 1739 - gennaio 1745)
- Niceforo I † (23 gennaio 1745 - 25 marzo 1759)
- Anania † (25 marzo 1759 - agosto 1791)
- Arsenio † (17 agosto 1791 - agosto 1795)
- Niceforo II † (agosto 1795 - giugno 1821 eletto metropolita di Adrianopoli)
- Cosma II † (giugno 1821 - settembre 1830 eletto metropolita di Bizia e Medea)
- Samuele † (settembre 1830 - gennaio 1835 eletto metropolita di Mesembria)
- Bessarione † (gennaio 1835 - agosto 1841 eletto metropolita di Didymoteicho)
- Gedeone † (agosto 1841 - 14 luglio 1853 eletto metropolita di Sofia)
- Sofronio † (14 luglio 1853 - 19 aprile 1861 eletto metropolita di Nyssava)
- Gedeone † (19 aprile 1861 - 12 gennaio 1877 deceduto) (per la seconda volta)
- Dionisio Georgiadis † (24 gennaio 1877 - 12 marzo 1885 sospeso)
- Nicodemo Angelidis † (12 marzo 1885 - 14 gennaio 1892 eletto metropolita di Elassona)
- Ignazio † (14 gennaio 1892 - 4 ottobre 1893 deceduto)
- Benedetto Adamantidis † (23 ottobre 1893 - 9 marzo 1900 sospeso)
- Partenio Papafotinos † (9 marzo 1900 - dicembre 1900 deceduto)
- Sofronio Argyropoulos † (16 gennaio 1901 - 15 novembre 1911 deceduto)
- Nicodemo Papadopoulos † (8 dicembre 1911 - 4 agosto 1920 deceduto)
- Giorgio Misailidis † (20 febbraio 1922 - 9 ottobre 1924 eletto metropolita di Thasos)
  - Filoteo Papakonstantinou † (5 ottobre 1943 - 13 novembre 1963 deceduto)
  - Isaia Chronopoulos (24 novembre 1997 - 20 dicembre 2002 eletto metropolita di Denver)
  - Giuseppe Charkiolakis[15], dal 28 giugno 2008